# رئيس المجر
رئيس المجر، المعروف رسميًا باسم رئيس الجمهورية (بالمجرية: Magyarország köztársasági elnöke ‎hu‏، أو államelnök، أو államfő ‎hu‏)، هو رأس الدولة في المجر. يتمتع المنصب بدور شرفي إلى حد كبير (شخصية رمزية)، ولكن يمكنه أيضًا استخدام حق الفيتو ضد التشريعات أو إرسالها إلى المحكمة الدستورية لمراجعتها. معظم الصلاحيات التنفيذية الأخرى، مثل اختيار وزراء الحكومة وقيادة المبادرات التشريعية، تكون من اختصاص منصب رئيس الوزراء بدلًا من ذلك.
تم انتخاب رئيس المحكمة الدستورية السابق، المحامي تاماس سويوك، رئيسًا للبلاد في 26 فبراير 2024، في اليوم الأول من جلسة الربيع البرلمانية لعام 2024، خلفًا لكاتالين نوفاك، التي استقالت في 10 فبراير 2024 على خلفية فضيحة عفو.

## الانتخابات الرئاسية
ينص دستور المجر على أن الجمعية الوطنية (Országgyűlés) تقوم بانتخاب رئيس المجر لفترة ولاية مدتها خمس سنوات. يتمتع الرؤساء بحد أقصى لفترتين رئاسيتين.

### استقلالية الوظيفة
وفقًا للمادة 12 (2) من الدستور، لا يمكن للرئيس، أثناء ممارسة مهامه، أن يمارس "وظيفة أو مهمة عامة أو سياسية أو اقتصادية أو اجتماعية". كما لا يجوز له الانخراط في "أي نشاط مهني آخر مدفوع الأجر، ولا يمكنه تلقي أجر عن أي نشاط آخر، باستثناء الأنشطة الخاضعة لحقوق التأليف والنشر".

### شروط الترشح
وفقًا للمادة 10 (2)، يمكن انتخاب أي مواطن مجري يبلغ من العمر 35 عامًا على الأقل رئيسًا للبلاد.

### عملية الانتخاب
يتم عقد الانتخابات الرئاسية بدعوة من رئيس الجمعية الوطنية، ويجب أن تُجرى الانتخابات بين 30 و60 يومًا قبل انتهاء ولاية الرئيس الحالي، أو خلال 30 يومًا في حالة شغور المنصب.
ينص الدستور على أن الترشيحات يجب أن "تُقدّم كتابة من قبل ما لا يقل عن خمس أعضاء الجمعية الوطنية". ويجب تقديم الترشيحات إلى رئيس الجمعية الوطنية قبل التصويت. ولا يمكن لعضو الجمعية الوطنية ترشيح أكثر من مرشح واحد.
يجب الانتهاء من التصويت السري في غضون يومين متتاليين على الأكثر. في الجولة الأولى، إذا حصل أحد المرشحين على أكثر من ثلثي أصوات جميع أعضاء الجمعية الوطنية، يتم انتخاب المرشح.
إذا لم يحصل أي مرشح على الأغلبية المطلوبة، تُعقد جولة ثانية بين المرشحين اللذين حصلا على أعلى الأصوات في الجولة الأولى. يتم انتخاب المرشح الذي يحصل على أغلبية الأصوات في الجولة الثانية رئيسًا. إذا لم تنجح الجولة الثانية، يجب إجراء انتخابات جديدة بعد تقديم ترشيحات جديدة.

### اليمين الدستورية
وفقًا للمادة 11 (6)، يجب أن يؤدي رئيس الجمهورية اليمين الدستورية أمام الجمعية الوطنية.
نص اليمين كالتالي:

## الصلاحيات والامتيازات
وفقًا للقانون الأساسي، "رئيس الدولة في المجر هو رئيس الجمهورية الذي يعبر عن وحدة الأمة ويراقب الأداء الديمقراطي لمؤسسات الدولة". الرئيس هو القائد الأعلى للقوات المسلحة المجرية، "يمثل المجر"، "يمكنه المشاركة في جلسات الجمعية الوطنية وإلقاء الكلمة"، ويمكنه "اقتراح القوانين" أو استفتاء وطني. يحدد الرئيس موعد الانتخابات، ويشارك في "القرارات المتعلقة بحالات قانونية معينة" (حالة الحرب، الطوارئ...)، ويدعو الجمعية الوطنية بعد الانتخابات، ويمكنه حلها، ويمكنه التحقق من دستورية القانون من قبل المحكمة الدستورية.
يقترح رئيس الدولة أسماء رئيس الوزراء، ورئيس المحكمة العليا، والمدعي العام الرئيسي، ومفوض حقوق الإنسان الأساسية. وهو المرشح الوحيد لقضاة المحكمة الدستورية ورئيس مجلس الميزانية. وبموافقة عضو في الحكومة، يعين رئيس الدولة الوزراء، وحاكم البنك الوطني المجري، ورؤساء الهيئات التنظيمية المستقلة، وأساتذة الجامعات، والجنرالات، ويعين السفراء وعمداء الجامعات، و"يمنح الأوسمة والمكافآت والألقاب". ومع ذلك، يمكن للرئيس رفض هذه التعيينات "إذا لم تتحقق الشروط القانونية أو إذا خلص لسبب وجيه إلى أن ذلك سيؤدي إلى اضطراب خطير في الأداء الديمقراطي لمؤسسات الدولة".
وبموافقة الحكومة أيضًا، يمارس رئيس الدولة "حق العفو الفردي"، ويقرر "مسائل تنظيم الإقليم" و"قضايا اكتساب الجنسية وفقدانها".

## الحصانة والعزل من المنصب
وفقًا للمادة 12 من القانون الأساسي، "رئيس الجمهورية يتمتع بالحصانة". وبالتالي، لا يمكن إجراء أي إجراءات جنائية ضد الرئيس إلا بعد انتهاء ولايته.
ومع ذلك، تنص المادة 13 (2) من الدستور على إمكانية عزل الرئيس. لا يمكن أن يتم ذلك إلا إذا "انتهك الرئيس عمدًا القانون الأساسي أو أي قانون آخر أثناء أداء مهامه، أو إذا ارتكب جريمة طوعًا". في مثل هذه الحالة، يجب أن يُقدّم اقتراح العزل من قبل ما لا يقل عن خمس أعضاء الجمعية الوطنية.
تبدأ إجراءات الإقالة بقرار يتم اتخاذه بالتصويت السري بأغلبية ثلثي أعضاء الجمعية الوطنية. بعد ذلك، في إجراءات أمام المحكمة الدستورية، يتم تحديد ما إذا كان يجب إعفاء الرئيس من مهامه.
إذا قررت المحكمة مسؤولية الرئيس، يتم عزل الرئيس من منصبه.

## الخلافة

### انتهاء الولاية والعجز
وفقًا للمادة 12 (3)، تنتهي ولاية رئيس الجمهورية في الحالات التالية:
- عند انتهاء فترة الولاية؛
- بوفاة الرئيس أثناء توليه المنصب؛
- بعجز يمنع أداء مهامه لأكثر من 90 يومًا؛
- إذا لم يعد يستوفي شروط الأهلية؛
- بإعلان عدم التوافق مع الواجبات؛
- بالاستقالة؛
- بالإقالة.

وفقًا للمادة 12 (4)، يجب على الجمعية الوطنية أن تقرر بأغلبية ثلثي أعضائها عجز رئيس الجمهورية عن أداء مهامه لأكثر من 90 يومًا.

### الغياب (العجز المؤقت)
وفقًا للمادة 14 (1)، إذا كان رئيس الجمهورية غير قادر مؤقتًا على ممارسة مهامه وصلاحياته، يتم ممارسة هذه الصلاحيات من قبل رئيس الجمعية الوطنية، الذي لا يمكنه تفويضها لنوابه، ويتم استبداله في مهام الجمعية الوطنية بواحد من نواب رئيس الجمعية الوطنية حتى نهاية عجز الرئيس.
وفقًا للمادة 14 (2)، يتم تحديد العجز المؤقت لرئيس الجمهورية من قبل الجمعية الوطنية بناءً على اقتراح من الرئيس نفسه، أو الحكومة، أو عضو في الجمعية الوطنية.

## التاريخ

### الدور في العملية التشريعية
| الرئيس        | الفترة    | القوانين المقترحة ذاتيًا | الفيتو السياسي | الفيتو الدستوري | المجموع |
| ------------- | --------- | ----------------------- | -------------- | --------------- | ------- |
| آرباد غونتس   | 1990–1995 | 3                       | 0              | 7               | 10      |
| آرباد غونتس   | 1995–2000 | 0                       | 2              | 1               | 3       |
| فيرينك مادل   | 2000–2005 | 0                       | 6              | 13              | 19      |
| لاسلو سويوم   | 2005–2010 | 0                       | 31             | 16              | 47      |
| بال شميت      | 2010–2012 | 0                       | 0              | 0               | 0       |
| يانوش آدر     | 2012–2017 | 0                       | 28             | 5               | 33      |
| يانوش آدر     | 2017–2022 | 0                       | 9              | 3               | 12      |
| كاتالين نوفاك | 2022–2024 | 0                       | 3              | 2               | 5       |
| تاماس سويوك   | 2024–     | 0                       | 0              | 0               | 0       |
| المجموع       | المجموع   | 3                       | 79             | 47              | 129     |

## الانتخابات الأخيرة
| المرشح             | الحزب المرشح       | الأصوات | النسبة |
| ------------------ | ------------------ | ------- | ------ |
| تأييد تاماس سويوك  | مستقل              | 134     | 67.67% |
| ضد سويوك           | –                  | 5       | 2.53%  |
| لم يصوت            | لم يصوت            | 52      | 26.26% |
| أصوات فارغة وباطلة | أصوات فارغة وباطلة | 7       | 3.54%  |
| إجمالي الأصوات     | إجمالي الأصوات     | 146     | 73.74% |
| إجمالي المقاعد     | إجمالي المقاعد     | 198     | 100%   |

## رؤساء المجر

### دولة المجر(1849)
الأحزاب
  حزب المعارضة
| الرقم | الصورة | الاسم (الميلاد–الوفاة)  | فترة المنصب   | فترة المنصب   | فترة المنصب | الحزب السياسي | المنصب                                           |
| الرقم | الصورة | الاسم (الميلاد–الوفاة)  | بداية المنصب  | نهاية المنصب  | المدة       | الحزب السياسي | المنصب                                           |
| ----- | ------ | ----------------------- | ------------- | ------------- | ----------- | ------------- | ------------------------------------------------ |
| 1     |        | لايوش كوشوت (1802–1894) | 14 أبريل 1849 | 11 أغسطس 1849 | 119 أيام    | حزب المعارضة  | الحاكم-الرئيس وأيضًا رئيس الوزراء حتى 1 مايو 1849 |
| —     |        | آرثر غورغي (1818–1916)  | 11 أغسطس 1849 | 13 أغسطس 1849 | 2 أيام      | الجيش الثوري  | الديكتاتور السلطة المدنية والعسكرية المؤقتة      |

بعد انهيار ثورة 1848 المجرية، أصبحت مملكة المجر المُعاد تأسيسها جزءًا لا يتجزأ من الإمبراطورية النمساوية حتى عام 1867، عندما تم إنشاء الملكية المزدوجة النمساوية المجرية وتنظيم مملكة المجر كأراضي أراضي تاج القديس إستفان.

### أراضي تاج القديس إستفان(1867–1918)
( قائمة ملوك المجر)

### جمهورية المجر الشعبية(1918–1919)
الأحزاب
  F48P–كارولي
| الرقم | الصورة        | الاسم (الميلاد–الوفاة)    | فترة المنصب    | فترة المنصب    | فترة المنصب | الحزب السياسي | المنصب                                     |
| الرقم | الصورة        | الاسم (الميلاد–الوفاة)    | بداية المنصب   | نهاية المنصب   | المدة       | الحزب السياسي | المنصب                                     |
| ----- | ------------- | ------------------------- | -------------- | -------------- | ----------- | ------------- | ------------------------------------------ |
| 1     |               | ميهالي كارولي (1875–1955) | 16 نوفمبر 1918 | 11 يناير 1919  | 125 أيام    | F48P–كارولي   | الرئيس المؤقت للجمهورية وأيضًا رئيس الوزراء |
| 1     | 11 يناير 1919 | ميهالي كارولي (1875–1955) | 21 مارس 1919   | رئيس الجمهورية | 125 أيام    | F48P–كارولي   |                                            |

### الجمهورية السوفيتية المجرية(1919)
الأحزاب
  MSZP/SZKMMP
| الرقم | الصورة | الاسم (الميلاد–الوفاة)     | فترة المنصب  | فترة المنصب  | فترة المنصب | الحزب السياسي | المنصب                       |
| الرقم | الصورة | الاسم (الميلاد–الوفاة)     | بداية المنصب | نهاية المنصب | المدة       | الحزب السياسي | المنصب                       |
| ----- | ------ | -------------------------- | ------------ | ------------ | ----------- | ------------- | ---------------------------- |
| 1     |        | شاندور غاربايو (1879–1947) | 21 مارس 1919 | 1 أغسطس 1919 | 133 أيام    | MSZP/SZKMMP   | رئيس المجلس التنفيذي المركزي |

### جمهورية المجر الشعبية(1919)
الأحزاب
  MSZDP
| الرقم | الصورة | الاسم (الميلاد–الوفاة) | فترة المنصب  | فترة المنصب  | فترة المنصب | الحزب السياسي | المنصب                            |
| الرقم | الصورة | الاسم (الميلاد–الوفاة) | بداية المنصب | نهاية المنصب | المدة       | الحزب السياسي | المنصب                            |
| ----- | ------ | ---------------------- | ------------ | ------------ | ----------- | ------------- | --------------------------------- |
| —     |        | غيولا بيدل (1873–1943) | 1 أغسطس 1919 | 6 أغسطس 1919 | 5 أيام      | MSZDP         | رئيس الوزراء رئيس الدولة بالإنابة |

### الجمهورية المجرية (1919–1920)
الأحزاب
  KNEP
  مستقل
| الرقم | الصورة | الاسم (الميلاد–الوفاة)            | فترة المنصب    | فترة المنصب    | فترة المنصب | الحزب السياسي     | المنصب                                  |
| الرقم | الصورة | الاسم (الميلاد–الوفاة)            | بداية المنصب   | نهاية المنصب   | المدة       | الحزب السياسي     | المنصب                                  |
| ----- | ------ | --------------------------------- | -------------- | -------------- | ----------- | ----------------- | --------------------------------------- |
| 1     |        | الأرشيدوق يوزيف أغوست (1872–1962) | 7 أغسطس 1919   | 23 أغسطس 1919  | 16 أيام     | مستقل (وصي العرش) | وصي العرش المجري                        |
| —     |        | إشتفان فريدريش (1883–1951)        | 23 أغسطس 1919  | 24 نوفمبر 1919 | 93 أيام     | KNP → KNEP        | رئيس الدولة بالإنابة وأيضًا رئيس الوزراء |
| —     |        | كارولي هوسار (1882–1941)          | 24 نوفمبر 1919 | 1 مارس 1920    | 98 أيام     | KNEP              | رئيس الدولة بالإنابة وأيضًا رئيس الوزراء |

## مملكة المجر (1920–1946)
مستقل
| الرقم | الصورة       | الاسم (الميلاد–الوفاة)   | فترة المنصب  | فترة المنصب    | فترة المنصب        | الحزب السياسي | المنصب           |
| الرقم | الصورة       | الاسم (الميلاد–الوفاة)   | بداية المنصب | نهاية المنصب   | المدة              | الحزب السياسي | المنصب           |
| ----- | ------------ | ------------------------ | ------------ | -------------- | ------------------ | ------------- | ---------------- |
| 2     | ميكلوش هورتي | ميكلوش هورتي (1868–1957) | 1 مارس 1920  | 15 أكتوبر 1944 | 24 سنوات و228 أيام | مستقل         | وصي العرش المجري |

### حكومة الوحدة الوطنية(1944–1945)
الأحزاب
  NYKP
| الرقم | الصورة        | الاسم (الميلاد–الوفاة)    | فترة المنصب    | فترة المنصب  | فترة المنصب | الحزب السياسي | المنصب                                            |
| الرقم | الصورة        | الاسم (الميلاد–الوفاة)    | بداية المنصب   | نهاية المنصب | المدة       | الحزب السياسي | المنصب                                            |
| ----- | ------------- | ------------------------- | -------------- | ------------ | ----------- | ------------- | ------------------------------------------------- |
| 1     | فيرينك سالاشي | فيرينك سالاشي (1897–1946) | 16 أكتوبر 1944 | 28 مارس 1945 | 163 أيام    | NYKP          | زعيم الأمة فعليًا، عينه الألمان وأيضًا رئيس الوزراء |

### الحكومات المؤقتة المدعومة من السوفييت (1944–1946)
الأحزاب
  مستقل
| الرقم | الصورة | الاسم (الميلاد–الوفاة)  | فترة المنصب    | فترة المنصب   | فترة المنصب   | الحزب السياسي | المنصب                                           |
| الرقم | الصورة | الاسم (الميلاد–الوفاة)  | بداية المنصب   | نهاية المنصب  | المدة         | الحزب السياسي | المنصب                                           |
| ----- | ------ | ----------------------- | -------------- | ------------- | ------------- | ------------- | ------------------------------------------------ |
| —     |        | بيلا ميكلوس (1890–1948) | 21 ديسمبر 1944 | 25 يناير 1945 | 35 أيام       | مستقل         | رئيس الدولة وأيضًا رئيس الوزراء في المعارضة       |
| —     |        | المجلس الوطني الأعلى    | 26 يناير 1945  | 1 فبراير 1946 | 1 سنة و6 أيام | متعدد الأحزاب | رئيس الدولة الجماعي في المعارضة حتى 28 مارس 1945 |

### جمهورية المجر(1946–1949)
الأحزاب
  FKGP
  MDP
| الرقم | الصورة | الاسم (الميلاد–الوفاة)     | فترة المنصب   | فترة المنصب   | فترة المنصب       | الحزب السياسي | المنصب         |
| الرقم | الصورة | الاسم (الميلاد–الوفاة)     | بداية المنصب  | نهاية المنصب  | المدة             | الحزب السياسي | المنصب         |
| ----- | ------ | -------------------------- | ------------- | ------------- | ----------------- | ------------- | -------------- |
| 1     |        | زولتان تيلدي (1889–1961)   | 1 فبراير 1946 | 3 أغسطس 1948  | 2 سنوات و184 أيام | FKGP          | رئيس الجمهورية |
| 2     |        | أرباد ساكاشيتش (1888–1965) | 3 أغسطس 1948  | 23 أغسطس 1949 | 1 سنة و20 أيام    | MDP           | رئيس الجمهورية |

### جمهورية المجر الشعبية(1949–1989)

#### رئيس مجلس الرئاسة
الأحزاب
  MDP–MSZMP
  مستقل
| الرقم | الصورة         | الاسم (الميلاد–الوفاة)          | فترة المنصب   | فترة المنصب    | فترة المنصب        | الحزب السياسي     | المنصب            |
| الرقم | الصورة         | الاسم (الميلاد–الوفاة)          | بداية المنصب  | نهاية المنصب   | المدة              | الحزب السياسي     | المنصب            |
| ----- | -------------- | ------------------------------- | ------------- | -------------- | ------------------ | ----------------- | ----------------- |
| 1     |                | أرباد ساكاشيتش (1888–1965)      | 23 أغسطس 1949 | 26 أبريل 1950  | 246 أيام           | MDP               | رئيس مجلس الرئاسة |
| 2     |                | شاندور روناي (1892–1965)        | 26 أبريل 1950 | 14 أغسطس 1952  | 2 سنوات و110 أيام  | MDP               | رئيس مجلس الرئاسة |
| 3     |                | إشتفان دوبي (1898–1968)         | 14 أغسطس 1952 | 25 أكتوبر 1956 | 14 سنوات و243 أيام | MDP               | رئيس مجلس الرئاسة |
| (3)   | 25 أكتوبر 1956 | إشتفان دوبي (1898–1968)         | 14 أبريل 1967 | MSZMP          | 14 سنوات و243 أيام |                   | رئيس مجلس الرئاسة |
| 4     |                | بال لوسونزي (1919–2005)         | 14 أبريل 1967 | MSZMP          | 25 يونيو 1987      | 20 سنوات و72 أيام | رئيس مجلس الرئاسة |
| 5     |                | كارولي نيميث (1922–2008)        | 25 يونيو 1987 | MSZMP          | 29 يونيو 1988      | 1 سنة و4 أيام     | رئيس مجلس الرئاسة |
| 6     |                | برونو فيرينك شتراوب (1914–1996) | 29 يونيو 1988 | 23 أكتوبر 1989 | 1 سنة و116 أيام    | مستقل             | رئيس مجلس الرئاسة |

#### زعيم حزب الشعب العامل المجري / الحزب الاشتراكي العامل المجري
الأحزاب
  MDP–MSZMP
| الرقم | الصورة         | الاسم (الميلاد–الوفاة)    | فترة المنصب    | فترة المنصب    | فترة المنصب      | الحزب السياسي | المنصب             | ملاحظات                                   |
| الرقم | الصورة         | الاسم (الميلاد–الوفاة)    | بداية المنصب   | نهاية المنصب   | المدة            | الحزب السياسي | المنصب             | ملاحظات                                   |
| ----- | -------------- | ------------------------- | -------------- | -------------- | ---------------- | ------------- | ------------------ | ----------------------------------------- |
| 1     |                | ماتياس راكوسي (1892–1971) | 12 يونيو 1948  | 28 يونيو 1953  | 8 سنوات و36 أيام | MDP           | الأمين العام       | وأيضًا رئيس الوزراء (1952–1953)            |
| 1     | 28 يونيو 1953  | ماتياس راكوسي (1892–1971) | 18 يوليو 1956  | السكرتير الأول | 8 سنوات و36 أيام | MDP           |                    | وأيضًا رئيس الوزراء (1952–1953)            |
| 2     |                | إرنو جيرو (1898–1980)     | 18 يوليو 1956  | السكرتير الأول | 25 أكتوبر 1956   | MDP           | 99 أيام            |                                           |
| 3     |                | يانوش كادار (1912–1989)   | 25 أكتوبر 1956 | السكرتير الأول | 31 أكتوبر 1956   | MDP           | 31 سنوات و210 أيام | وأيضًا رئيس الوزراء (1956–1958 و1961–1965) |
| (3)   | 31 أكتوبر 1956 | يانوش كادار (1912–1989)   | 28 مارس 1985   | السكرتير الأول | MSZMP            |               | 31 سنوات و210 أيام | وأيضًا رئيس الوزراء (1956–1958 و1961–1965) |
| (3)   | 28 مارس 1985   | يانوش كادار (1912–1989)   | 22 مايو 1988   | الأمين العام   | MSZMP            |               | 31 سنوات و210 أيام | وأيضًا رئيس الوزراء (1956–1958 و1961–1965) |
| 4     |                | كارولي غروس (1930–1996)   | 22 مايو 1988   | الأمين العام   | MSZMP            | 26 يونيو 1989 | 1 سنة و35 أيام     | وأيضًا رئيس الوزراء (1987–1988)            |
| 5     |                | ريزسو نيرش (1923–2018)    | 26 يونيو 1989  | 7 أكتوبر 1989  | MSZMP            | 103 أيام      | رئيس الحزب         |                                           |

### جمهورية المجر/المجر(منذ 1989)
الأحزاب
  MSZP
  SZDSZ
  فيدس
  مستقل
| الرقم | الصورة       | الاسم (الميلاد–الوفاة)      | فترة المنصب    | فترة المنصب              | فترة المنصب           | الحزب السياسي             | المنصب                    | الفترة (الانتخابات) |
| الرقم | الصورة       | الاسم (الميلاد–الوفاة)      | بداية المنصب   | نهاية المنصب             | المدة                 | الحزب السياسي             | المنصب                    | الفترة (الانتخابات) |
| ----- | ------------ | --------------------------- | -------------- | ------------------------ | --------------------- | ------------------------- | ------------------------- | ------------------- |
| —     |              | ماتياس سوروش (مواليد 1933)  | 23 أكتوبر 1989 | 2 مايو 1990              | 191 أيام              | MSZP                      | الرئيس المؤقت للجمهورية   | —                   |
| —     |              | أرباد غونتس (1922–2015)     | 2 مايو 1990    | 3 أغسطس 1990             | 10 سنوات و93 أيام     | SZDSZ                     | الرئيس بالإنابة للجمهورية | —                   |
| 1     | 3 أغسطس 1990 | أرباد غونتس (1922–2015)     | 3 أغسطس 1995   | رئيس الجمهورية           | 10 سنوات و93 أيام     | SZDSZ                     | 1 (1990)                  |                     |
| 1     | 3 أغسطس 1995 | أرباد غونتس (1922–2015)     | 3 أغسطس 2000   | رئيس الجمهورية           | 10 سنوات و93 أيام     | SZDSZ                     | 2 (1995)                  |                     |
| 2     |              | فيرينك مادل (1931–2011)     | 4 أغسطس 2000   | رئيس الجمهورية           | 4 أغسطس 2005          | 5 سنوات و0 أيام           | مستقل                     | 3 (2000)            |
| 3     |              | لاسلو سويوم (1942–2023)     | 5 أغسطس 2005   | رئيس الجمهورية           | 5 أغسطس 2010          | 5 سنوات و0 أيام           | مستقل                     | 4 (2005)            |
| 4     |              | بال شميت (مواليد 1942)      | 6 أغسطس 2010   | رئيس الجمهورية           | 2 أبريل 2012 (استقال) | 1 سنة و240 أيام           | فيدس                      | 5 (2010)            |
| —     |              | لاسلو كوفير (مواليد 1959)   | 2 أبريل 2012   | 10 مايو 2012             | 38 أيام               | الرئيس بالإنابة للجمهورية | فيدس                      | —                   |
| 5     |              | يانوش آدر (مواليد 1959)     | 10 مايو 2012   | 10 مايو 2017             | 10 سنوات و0 أيام      | رئيس الجمهورية            | فيدس                      | 6 (2012)            |
| 5     | 10 مايو 2017 | يانوش آدر (مواليد 1959)     | 10 مايو 2022   | 7 (2017)                 | 10 سنوات و0 أيام      | رئيس الجمهورية            | فيدس                      |                     |
| 6     |              | كاتالين نوفاك (مواليد 1977) | 10 مايو 2022   | 26 فبراير 2024 (استقالت) | 1 سنة و292 أيام       | رئيس الجمهورية            | فيدس                      | 8 (2022)            |
| —     |              | لاسلو كوفير (مواليد 1959)   | 26 فبراير 2024 | 5 مارس 2024              | 8 أيام                | الرئيس بالإنابة للجمهورية | فيدس                      | —                   |
| 7     |              | تاماس سويوك (مواليد 1956)   | 5 مارس 2024    | شاغل المنصب              | 1 سنة و16 أيام        | مستقل                     | رئيس الجمهورية            | 9 (2024)            |

## روابط خارجية
- الموقع الرسمي